# Xuan de Zhou
Rei Xuan de Zhou conhecido como Rei Suan ou Hsüan, foi o décimo primeiro rei da dinastia chinesa Zhou. As datas estimadas de seu reinado são 827/25-782 aC.
Ele trabalhou para restaurar a autoridade real após o interregno de Gong He. Ele lutou contra os "bárbaros ocidentais" (provavelmente Xianyun) e outro grupo no rio Huai, a sudeste. No nono ano, convocou uma reunião de todos os senhores. Mais tarde, ele interveio militarmente nas lutas sucessórias nos estados de Lu, Wey e Qi. Sima Qian disse "a partir de agora, os muitos senhores se rebelaram principalmente contra os comandos reais". Ele teria matado Du Bo (duque de Tangdu, 唐杜 唐杜) e teria sido morto por uma flecha disparada pelo fantasma de Du Bo. Seu filho, o rei You de Zhou foi o último rei do oeste de Zhou.
Os tambores de pedra de Qin foram atribuídos erroneamente ao rei Xuan.

## Família
- Pais:
  - Príncipe herdeiro Hu (太子胡; 890 a 828 aC), governou o rei Li de Zhou de 877 a 828 aC
  - Shen Jiang, do clã Jiang de Shen (申姜 姜姓), irmã do conde de Shen
- Rainhas:
  - Rainha Xian de Zhou, da linhagem Lü do clã Jiang de Qi (週獻後 姜姓 呂氏), conhecida como rainha Jiang; uma filha do duque Wu de Qi; casado em 826 aC; a mãe do príncipe herdeiro Gongsheng
- Concubinas:
  - Lady Hou (後夫人)
  - Nü Jiu (女鳩 )
- Filhos:
  - Príncipe herdeiro Gongsheng (太子宮涅; d. 771 aC), governou o rei You de Zhou de 781 a 771 aC
  - Príncipe Yuchen (王子餘臣; d. 750 aC), reivindicou o trono como rei Xie de Zhou de 770 a 750 aC
  - Príncipe Changfu (王子長父), governado como o marquês de Yang